# Takayoshi Matsushita
Takayoshi Matsushita (jap. 松下 和幹, Matsushita Takayoshi; * 30. Januar 1953 in der Präfektur Wakayama) ist ein japanischer Bogenschütze.

## Karriere
Takayoshi Matsushita trat bei vier Olympischen Spielen an. 1984 in Los Angeles verpasste er im Einzel mit Rang 4 knapp die Medaillen. Bei den Spielen 1988 konnte er sich im Einzelbewerb als 14. platzieren; mit der Mannschaft wurde er Sechster. 1996 in Atlanta und 2000 in Sydney – Matsushita war ältester Teilnehmer seiner Nation – konnte er mit den Plätzen 27 bzw. 33 und mit dem Team als 14. nicht an den Anfangserfolgen anknüpfen.
Bei den Weltmeisterschaften 1977 mit der Mannschaft und 1985 im Einzel gewann Matsushita jeweils Bronze. Zudem konnte er bei vier Ausgaben der Asienspiele 2 Gold-, 5 Silber- und eine Bronzemedaille gewinnen. 
1984, 1986 und 1988 wurde er Asienmeister.